# Alina Hrushyna
Alina Hrushyna –en ucraniano, Аліна Грушина– (nacida como Alina Akobiya, 5 de septiembre de 1999) es una deportista ucraniana que compite en lucha libre.
Ganó una medalla de bronce en el Campeonato Mundial de Lucha de 2022 y cuatro medallas en el Campeonato Europeo de Lucha entre los años 2020 y 2023.

## Palmarés internacional
| Campeonato Mundial | Campeonato Mundial | Campeonato Mundial | Campeonato Mundial |
| Año                | Lugar              | Medalla            | Categoría          |
| ------------------ | ------------------ | ------------------ | ------------------ |
| 2022               | Belgrado (Serbia)  | Medalla de bronce  | 57 kg              |
| Campeonato Europeo |                    |                    |                    |
| Año                | Lugar              | Medalla            | Categoría          |
| 2020               | Roma (Italia)      | Medalla de plata   | 57 kg              |
| 2021               | Varsovia (Polonia) | Medalla de bronce  | 57 kg              |
| 2022               | Budapest (Hungría) | Medalla de oro     | 57 kg              |
| 2023               | Zagreb (Croacia)   | Medalla de oro     | 57 kg              |